# Sunshine Tour 2003/04
De Sunshine Tour 2003/04 was het vierde seizoen van de Sunshine Tour. Het omvatte een serie van golftoernooien voor golfprofessionals, dat grotendeels plaatsvond in Zuid-Afrika. Het seizoen startte in eind maart 2003 en eindigde in begin februari 2004.
Naast Zuid-Afrika, vond er ook golftoernooien plaats in andere Afrikaanse landen zoals Swaziland en Zambia.
De "Order of Merit" van dit seizoen werd gewonnen door de Zuid-Afrikaan Darren Fichardt.

## Kalender
| Data  | Data  | Toernooi                        | Baan                         | Plaats        | Winnaar           | Score | Score | Aantekeningen                                                      |
| 2003  | 2003  | 2003                            | 2003                         | 2003          | 2003              | 2003  | 2003  | 2003                                                               |
| ----- | ----- | ------------------------------- | ---------------------------- | ------------- | ----------------- | ----- | ----- | ------------------------------------------------------------------ |
| 06-03 | 08-03 | Zambia Open                     | Lusaka Golf Club             | Lusaka        | Johan Edfors      | 206   | –13   |                                                                    |
| 27-03 | 29-03 | Botswana Open                   | Phakalane Golf Club          | Gaborone      | Trevor Fisher Jr. | 201   | –15   |                                                                    |
| 08-05 | 10-05 | Limpopo Industrelek Classic     | Pietersburg Golf Club        | Pietersburg   | Marc Cayeux       | 197   | –19   |                                                                    |
| 16-05 | 18-05 | Royal Swazi Sun Open            | Royal Swazi Spa Country Club | Mbabane       | Des Terblanche po | 36    | 36    | stablefordtelling-formule Won de play-off van Adilson Da Silva     |
| 28-05 | 30-05 | Devonvale Classic               | Devonvale Golf & Wine Estate | Koelenhof     | Hendrik Buhrmann  | 198   | –18   |                                                                    |
| 05-06 | 07-06 | Canon Classic                   | Fancourt - Bramble Hill      | George        | Tyrol Auret po    | 200   | –13   | Won de play-off van Warren Abery                                   |
| 20-06 | 22-06 | Royal Swazi Sun Classic         | Royal Swazi Spa Country Club | Mbabane       | Nic Henning       | 198   | –18   |                                                                    |
| 25-06 | 27-06 | Parmalat Classic                | Silver Lakes Country Club    | Pretoria      | Desvonde Botes    | 207   | –9    | Nieuw toernooi                                                     |
| 02-10 | 04-10 | Seekers Travel Pro-Am           | Dainfern Country Club        | Sandton       | Chris Williams po | 203   | –13   | Nieuw toernooi Won de play-off van Jason Jackson & Ashley Roestoff |
| 10-10 | 12-10 | Highveld Classic                | Witbank Golf Club            | Witbank       | Dion Fourie       | 201   | –15   |                                                                    |
| 30-10 | 01-11 | Platinum Classic                | Mooinooi Golf Club           | Mooinooi      | Doug McGuigan     | 199   | –17   |                                                                    |
| 2004  |       |                                 |                              |               |                   |       |       |                                                                    |
| 15-01 | 18-01 | South African Open Championship | Erinvale Golf Club           | Somerset West | Trevor Immelman   | 276   | –12   | [ 2 ]                                                              |
| 22-01 | 25-01 | Alfred Dunhill Kampioenschap    | Houghton Golf Club           | Houghton      | Marcel Siem po    | 266   | –22   | Won de play-off van Raphael Jacquelin & Gregory Havret             |
| 22-01 | 25-01 | Dimension Data Pro-Am           | Gary Player Country Club     | Sun City      | Darren Fichardt   | 278   | –10   |                                                                    |
| 05-02 | 08-02 | Nashua Masters                  | Wild Coast Sun Country Club  | Port Alfred   | Andrew McLardy    | 264   | –16   |                                                                    |
| 12-02 | 15-02 | Telkom PGA Championship         | Woodhill Country Club        | Pretoria      | Warrick Druian    | 267   | –21   |                                                                    |
| 19-02 | 22-02 | The Tour Championship           | Leopard Creek Country Club   | Malelane      | Andrew McLardy    | 273   | –15   |                                                                    |

## Order of Merit
| Orde | Speler           | # toernooien | Prijzengeld (R) |
| ---- | ---------------- | ------------ | --------------- |
| 1    | Darren Fichardt  | 6            | 726.544         |
| 2    | Andrew McLardy   | 7            | 617.728         |
| 3    | Desvonde Botes   | 16           | 457.265         |
| 4    | Louis Oosthuizen | 8            | 381.729         |
| 5    | Titch Moore      | 10           | 368.709         |